# Мухалатка
Мухалатка (укр. Мухалатка, крымскотат. Muhalatka) — упразднённое село в Ялтинском горсовете Крыма, располагавшееся на юго-западе территории, на месте современного посёлка Олива.

## История
По имеющимся сведениям, в районе села в IX—X веках существовала византийская крепость. Упоминается, как Муха, в фирмане султана Мехмеда IV от 1672 года, которым, по представлению хана Селим Гирея, была пожалована некоему Субхан-Газы-аге часть доходов с деревни в размере 11906 акче. Документальное упоминание селения встречается в «Османском реестре земельных владений Южного Крыма 1680-х годов», согласно которому в 1686 году (1097 год хиджры) Михалатка входил в Мангупский кадылык эялета Кефе. Всего упомянуто 11 землевладельцев, все мусульмане, владевших 188-ю дёнюмами земли. После обретения ханством независимости по Кючук-Кайнарджийскому мирному договору 1774 года «повелительным актом» Шагин-Гирея 1775 года селение было включено в Крымское ханство в состав Бакчи-сарайского каймаканства Мангупскаго кадылыка, что зафиксировано и в Камеральном Описании Крыма… 1784 года.

После присоединения Крыма к России, (8) 19 февраля 1784 года, именным указом Екатерины II сенату, на территории бывшего Крымского Ханства была образована Таврическая область и деревня была приписана к Симферопольскому уезду. Перед Русско-турецкой войной 1787—1791 годов производилось выселение крымских татар из прибрежных селений во внутренние районы полуострова. В конце 1787 года из Мухалатки были выведены все жители — 63 души. В конце войны, 14 августа 1791 года всем было разрешено вернуться на место прежнего жительства. Упоминается селение под 1794 годом, как конечный пункт через горы, на главных путях этого рода между Балаклавой и Алуштой, в труде Петра Палласа «Наблюдения, сделанные во время путешествия по южным наместничествам Русского государства»
Из этой же долины через Скелё, спускаясь в Мухалатку по так называемой лестнице (Мердюен), где лошади спускаются самым трудным горным проходом, со скалы на скалу, как по ступеням лестницы; подъём здесь невозможен.
 После Павловских реформ, с 1796 по 1802 год, входила в Акмечетский уезд Новороссийской губернии. По новому административному делению, после создания 8 (20) октября 1802 года Таврической губернии, Мухалатка была включена в состав Чоргунской волости Симферопольского уезда.
По Ведомости о всех селениях в Симферопольском уезде состоящих с показанием в которой волости сколько числом дворов и душ… от 9 октября 1805 года, в деревне Мухалатка числилось 10 дворов и 80 жителей, исключительно крымских татар. На военно-топографической карте генерал-майора Мухина 1817 года деревня Мухалатка обозначена с 14 дворами. После реформы волостного деления 1829 года Мухолатку, согласно «Ведомости о казённых волостях Таврической губернии 1829 года», отнесли к Байдарской волости. Шарль Монтандон в своём «Путеводителе путешественника по Крыму, украшенный картами, планами, видами и виньетами…» 1833 года писал, что деревню «составляют 15 домов, частью построенных на скале в довольно большом удалении от моря». После образования в 1838 году Ялтинского уезда, деревню передали в состав Байдарской волости Ялтинского уезда. На карте 1836 года в деревне 6 дворов, а на карте 1842 года Мухалатка обозначена условным знаком «малая деревня», то есть менее 5 дворов.

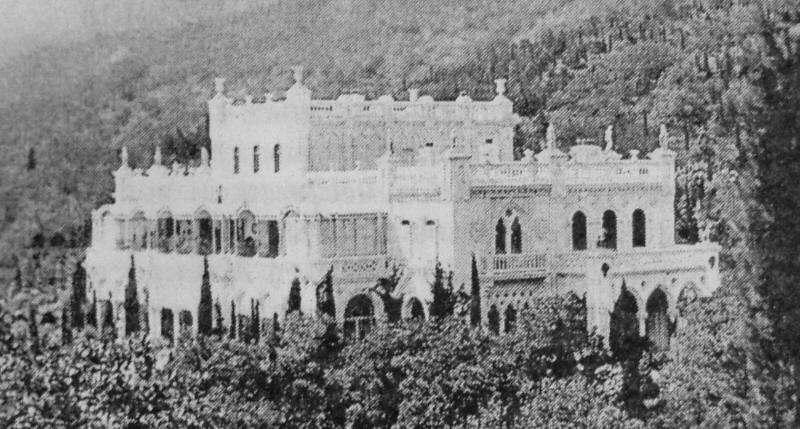
Дворец С. В. Кокорева. Начало XX века.

В 1860-х годах, после земской реформы Александра II, деревня осталась в составе преобразованной Байдарской волости. Согласно «Списку населённых мест Таврической губернии по сведениям 1864 года», составленному по результатам VIII ревизии 1864 года, Мухалатка — 3 владельческие экономии — русская, греческая и татарская, с 5 дворами, 9 жителями, римско-католической церковью и кордоном пограничной стражи при безъименных источниках. На трёхверстовой карте Шуберта 1865—1876 года обозначено малое селение (дача) Мухалатка, без указания числа дворов.Д. Соколов в книге «Прогулка по Крыму с целью ознакомить с ним» 1869 года так описал селение
Михайлатка состоит из нескольких семейств греков и, как деревенские жители, они замечательны тем, что не сеют хлеба… они живут заработками на соседних экономиях… В своём хозяйстве они имеют миниатюрные огороды, небольшие виноградники и несколько фруктовых деревьев…, а также необходимый домашний скот.
 На 1886 год в деревне, согласно справочнику «Волости и важнѣйшія селенія Европейской Россіи», проживало 13 человек в 12 домохозяйствах, действовали мечеть и часовня. По «Памятной книге Таврической губернии 1889 года», по результатам Х ревизии 1887 года, в деревне Мухалатка числилось 18 дворов и 81 житель. Анна Москвич в «Практическом путеводителе по Крыму» 1889 года описала селение
Деревня Мухолатка, расположенная в дикой, но живописной местности, населена русскими, греками и татарами; жители ея отличаются зажиточностью и гостеприимством.
 На верстовой карте 1889—1890 года в деревне обозначено 25 дворов с татарским населением.

После земской реформы 1890 года деревня осталась в составе преобразованной Байдарской волости. По «Памятной книге Таврической губернии 1892 года», в деревне Мухалатка, входившей в Байдарское сельское общество, числилось 25 жителей в 7 домохозяйствах, владевших на правах личной собственности 20 десятинами земли. У берега моря, ниже деревни, в XIX веке образовался курортный посёлок с таким же названием, в котором в 1909 году архитектором О. Э. Вегенером) был построен дворец для Сергея Васильевича Кокорева. После революции дворец облюбовало советское руководство. По «…Памятной книжке Таврической губернии на 1902 год» в деревне Мухалатка, входившей в Байдарское сельское общество, числилось 28 жителей в 7 домохозяйствах. В путеводителе 1902 года А. Я. Безчинского селение описано так
В Мухалатке не более 40 дворов. Население — русские, греки и татары — зажиточное, занимается виноградарством, табаководством и отчасти хлебопашеством, но пшеница и овес сеются только для домашних потребностей.
 По Статистическому справочнику Таврической губернии. Ч.II-я. Статистический очерк, выпуск восьмой Ялтинский уезд, 1915 год, в деревне Мухолатка Байдарской волости Ялтинского уезда, числилось 18 дворов (15 дворов с землёй, 3 — безземельные) со смешанным населением в количестве 28 человека приписных жителей и 39 — «посторонних», из которых 40 мужчин и 27 женщин. Жители землёй не владели, в хозяйствах имелось 27 лошадей, 16 волов, 31 корова и 170 голов овец, свиней, или коз. Со временем, за прибрежной частью закрепилось название Нижняя, а за старой — Верхняя Мухалатка.
После установления в Крыму Советской власти, по постановлению Крымревкома от 8 января 1921 года была упразднена волостная система, и село подчинили Ялтинскому району Ялтинского уезда. В 1922 году уезды получили название округов. Согласно Списку населённых пунктов Крымской АССР по Всесоюзной переписи 17 декабря 1926 года, в селе Мухалатка, центре Мухалатского сельсовета Ялтинского района, числилось 60 дворов, из них 12 крестьянских, население составляло 170 человек, из них 125 русских, 32 крымских татарина, 4 украинца, 3 грека, 2 латыша, 4 записаны в графе «прочие», действовала русская школа I ступени. Во время землетрясения 1927 года деревне практически не пострадала, лишь в некоторых домах образовались трещины. По данным всесоюзной переписи населения 1939 года в селе проживало 108 человек. Время упразднения сельсовета пока не установлено: на 1940 год он ещё существовал.
После освобождения Крыма от фашистов и депортации из Верхней Мухалатки в 1944 году крымских татар, на 15 мая 1944 года подлежало выселению 3 семьи татар: всего 12 жителей, из них мужчин — 2, женщин 3, детей — 7 человек. Заселённой осталась, видимо, Нижняя Мухалатка, которую указом Президиума Верховного Совета РСФСР от 18 мая 1948 года как просто Мухалатку и переименовали в Снитовское. 31 августа 1948 года был упразднён Ялтинский район, а сама Ялта была отнесена к категории городов областного подчинения, с переподчинением сёл района горсовету.
Судя по имеющимся данным, Снитовское было именно Нижней Мухалаткой, на месте Верхней Мухалатки сейчас посёлок Олива. В период с 1968 года, когда Снитовское ещё числился в составе Форосского поссовета и 1974 годом, когда в труде «Історія міст і сіл Української РСР» его уже нет в перечне, Снитовское включили в состав Санаторного.

## Имение Мухалатка
Существует версия, что первоначально, в конце XVIII века Мухалатка, как и большая часть Южного берега, принадлежала Феодосию Ревелиоти; по другой — деревня была пожалована Екатериной II её фрейлине Наталье Загряжской, а в 1799 году в качестве приданого перешла её племяннице Марии Васильчиковой, вышедшей замуж за Виктора Павловича Кочубея. В 1839 году собственное имение в Мухалатке создали Шатиловы, один их которых, Иосиф Николаевич вложил в него много сил и в конце концов стал единственным хозяином Нижней Мухалатки (в Вехней Мухалатке находилось имение Вильгельма Николаевича Олив Лимнеиз, перешедшее затем его сыну — по одной из версий, их фамилия дала современное название бывшей Вехней Мухалатки). В 1895 году Нижняя Мухалатка была приобретена сыном купца Кокорева Сергеем Васильевичем, по инициативе и на деньги которого в 1909 году бы построен роскошный дворец с большим парком. После ухода из Крыма армия Врангеля имение было национализировано и в 1922 году передано в ведение санаторно-курортного управления совхоза «Мухалатка» и предназначалось для отдыха высшего руководства страны (по одной из версий — в 1924 году готовились для приема В. И. Ленина. Здесь бывали Крупская, Орджоникидзе, Бухарин, Фрунзе и другие. Дворец был взорван при отступлении Красной Армии в 1941 году. В 1950-х годах на месте бывшего дворца Кокоревых было возведено здание дома отдыха для высшего руководства СССР.

Речное судно «Мухалатка»

Именем «Мухалатка» названо российское речное судно.